# Little Powder River
Der Little Powder River ist mit einer Länge von etwa 265 km der längste Nebenfluss des Powder River in den US-Bundesstaaten Wyoming und Montana.

## Verlauf
Der Little Powder River entspringt in der Hügelkette Deer Creek Breaks im nordöstlichen Campbell County im Norden Wyomings, etwa 15 km nordöstlich von Gillette und unmittelbar nordöstlich des Ortes Wyodak auf einer Höhe von rund 1420 m. Von dort fließt er zunächst in nordwestliche, später in nordöstliche und schließlich in nördliche Richtung durch das Powder River Basin und passiert Teile des Thunder Basin National Grassland. Er erhält mit Cottonwood Creek, Horse Creek und Olmstead Creek größere Nebenflüsse und erreicht schließlich das Powder River County in Montana. Dort erhält er von rechts den Ranch Creek und unterquert den Montana Secondary Highway 544. Im weiteren Verlauf mäandriert der Fluss in nördliche Richtung und erhält nach Unterqueren des U.S. Highway 212 mit dem East Fork Little Powder River von rechts seinen längsten Nebenfluss. Der Little Powder River erhält weitere kleinere Zuflüsse und mündet nach knapp 265 km nordöstlich der Stadt Broadus auf einer Höhe von 910 m in den Powder River. Der Wyoming Highway 59 bzw. der Montana Highway 59 folgen nahezu dem gesamten Flussverlauf.

## Hydrologie
Der Little Powder River ist als Nebenfluss des Powder Rivers Teil des Einzugsgebietes des Yellowstone Rivers, der sich über den Missouri und den Mississippi in den Golf von Mexiko entwässert. Das Einzugsgebiet des Little Powder River umfasst ein Areal von etwa 5300 km² und grenzt an die Einzugsgebiete von Donkey Creek im Süden, Little Missouri River und Crow Creek im Osten sowie Powder River und Wild Horse Creek im Westen. Der Fluss entwässert ein großes Gebiet in den High Plains östlich der Bighorn Mountains, das historisch als Powder River Country bekannt ist. Der Abfluss am Pegel in Broadus beträgt 1,11 m³/s, die größten Abflüsse finden sich in den Monaten März und Juni.

## Geschichte
Das Gebiet um den Little Powder River war Schauplatz einiger Ereignisse in der Besiedelung des Westens der Vereinigten Staaten. So folgte beispielsweise die Raynolds-Expedition im Jahr 1859 dem Flussverlauf und im Rahmen der Powder River-Expedition kam es zu Gefechten zwischen der United States Army und den Indigenen der Lakota, Cheyenne und Arapaho. Am 10. September 1865 fand nahe der Mündung des Flusses die Schlacht am Little Powder River statt. 

## Belege
1. 1 2 3 4 5  Little Powder River. In: Geographic Names Information System. United States Geological Survey, United States Department of the Interior (englisch).
2. ↑  USGS 06325500 Little Powder River near Broadus MT. Abgerufen am 24. September 2024.